# Moffat, Skottland
Moffat är en ort i Storbritannien.   Den ligger i kommunen Dumfries and Galloway och riksdelen Skottland, i den centrala delen av landet, 500 km nordväst om huvudstaden London. Moffat ligger 123 meter över havet och antalet invånare är 2 077.
Terrängen runt Moffat är huvudsakligen kuperad. Moffat ligger nere i en dal. Runt Moffat är det glesbefolkat, med 14 invånare per kvadratkilometer. Moffat är det största samhället i trakten. Trakten runt Moffat består i huvudsak av gräsmarker.